# Фингер, Якоб
Якоб Фингер (1825 — 1904) — гессенский политический деятель.

## Биография
Служил по судебному ведомству в Гессене; в 1862—65 гг. был депутатом в гессенском ландтаге, принадлежал к умеренным либералам, был сторонником объединения Германии. 
В 1884 г. назначен министром великогерцогского двора, иностранных дел, внутренних дел и юстиции Великого герцогства Гессен-Дармштадтского. В 1898 г. вышел в отставку вследствие преклонного возраста и назначен пожизненным членом верхней палаты гессенского ландтага.